# 沙克爾頓海岸

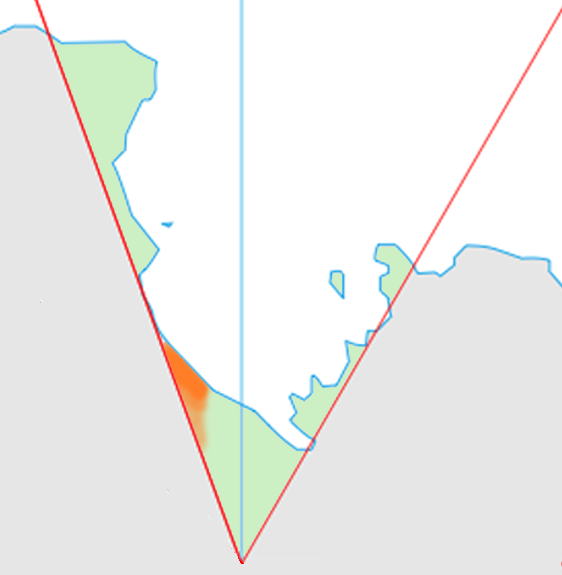
沙克爾頓海岸的地理位置。

82°0′S 162°0′E / 82.000°S 162.000°E
沙克爾頓海岸（英語：Shackleton Coast）是南極洲的海岸，位於比爾德摩爾冰川東岸，是羅斯冰架的西面，處於塞爾伯恩角和埃爾德羅普峰之間，以愛爾蘭的探險家歐內斯特·沙克爾頓命名。